# DUT1
DUT1 (tudi DUT) je razlika med univerzalnim časom (UT1), ki je določen z vrtenjem Zemlje in koordiniranim univerzalnim časom (UTC), ki je določen z množico ur. 
DUT1 = UT1 − UTC
UTC se vzdržuje s prestopno sekundo tako, da DUT1 ostaja v mejah:
−0,9 s < DUT1 < +0,9 s.
Ko postane razlika večja od 0,9 s, se doda ena prestopna sekunda (to je običajno 30. junija ali 31. decembra. Vzrok za neenakomerno vrtenje Zemlje je plimsko zaviranje vrtenja in razporejanja mas v Zemlji (oceani in ozračje). Predvidene vrednosti za DUT1 objavlja Mednarodna telekomunikacijska zveza v svojem biltenu. Tedensko pa vrednosti za DUT1 preko radijskih oddajnikov prenašajo tudi nekatere radijske postaje. 
Vrednost DUT1 v letu 2008 je okoli 0,5 s. 